# 柚皮苷
柚皮苷（Naringin）是西柚中主要的黃酮類，它令西柚有苦味。
柚皮苷可以促進動物骨骼生長，加強脂肪和乙醇的新陳代謝，抗氧化。

## 外部連結
- 柚苷 Naringin （页面存档备份，存于） 中草藥化學圖像數據庫 (香港浸會大學中醫藥學院) （中文）（英文）